# Cloniophora
Cloniophora, rod zelenih algi smješten u vlastitu porodicu Cloniophoraceae, dio reda Ulvales. Postoji šest priznatih vrsta.

## Vrste
1. Cloniophora macroclada (Nordstedt) Bourrelly
2. Cloniophora paihiae (Islam) P.Sarma
3. Cloniophora plumosa (Kützing) Bourrelly
4. Cloniophora shanxiensis Y.J.Ling & S.L.Xie
5. Cloniophora spicata (Schmidle) A.K.M.N.Islam
6. Cloniophora tibetica Y.-X.Wei & H.J.Hu